# Eerste Slag bij Rappahannock Station
De Eerste Slag bij Rappahannock Station vond plaats tussen 22 en 25 augustus 1862 in Culpeper County en Fauquier County, Virginia tijdens de Amerikaanse Burgeroorlog. Het maakt deel uit van de Veldtocht in Noord-Virginia en is ook bekend onder de namen Waterloo Bridge, White Sulphur Springs, Lee Springs of Freeman's Ford.

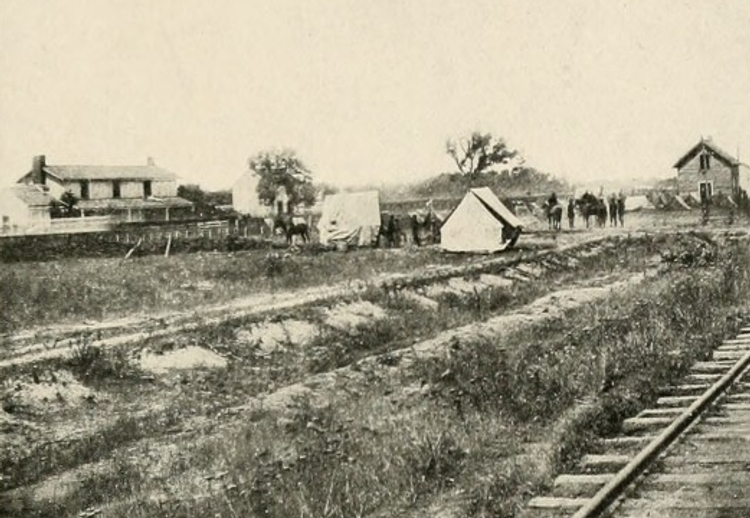
Noordelijke voorposten bij Rappahannock Station, Virginia gefotografeerd in augustus 1862

In de eerste dagen van augustus had generaal Robert E. Lee tot zijn opluchting vastgesteld dat het Army of the Potomac van generaal-majoor George B. McClellan geen dreiging meer vormde voor de Zuidelijke hoofdstad Richmond. McClellans leger werd overgeplaatst om generaal-majoor John Pope te assisteren. Lee stuurde generaal-majoor James Longstreet vanuit Richmond naar Thomas Jackson om zijn vleugel bij Gordonsville te versterken. Op 15 augustus nam Lee zelf het bevel op zich. Op 20 en 21 augustus trok Pope zich terug naar een defensieve linie bij de Rappahannockrivier. Op 23 augustus voerde generaal-majoor J.E.B. Stuarts cavalerie een raid uit op het hoofdkwartier van Pope bij Catlett Station. Hieruit bleek dat de Noordelijke rechterflank zeer kwetsbaar was. De volgende dagen, van 22 tot 25 augustus vochten beide legers langs de rivier een reeks van schermutselingen uit waaronder Waterloo Bridge, Lee Springs, Freeman’s Ford en Sulphur Springs. Hierbij vielen er verschillende honderden slachtoffers. Popes leger werd langs de rivier geduwd terwijl Jackson een grote omtrekkende beweging maakte via de Thoroughfare Gap. Hierbij veroverde Jackson Bristoe Station en het Noordelijk depot van Manassas Junction ver in de achterhoede van Popes leger.

## Bron
- National Park Service - Rappahannock Station